# Mars-la-Tour
Mars-la-Tour je francouzská obec v departementu Meurthe-et-Moselle v regionu Grand Est. V roce 2014 zde žilo 966 obyvatel.

## Poloha obce
Obec leží u hranic departementu Meurthe-et-Moselle s departementem Moselle.
Sousední obce jsou: Bruville, Hannonville-Suzémont, Puxieux, Sponville, Tronville, Ville-sur-Yron a Vionville (Moselle).

## Vývoj počtu obyvatel
Počet obyvatel